# Cayennetiran
De Cayennetiran (Myiarchus tyrannulus) is een zangvogel uit de familie Tyrannidae (tirannen).

## Verspreiding en leefgebied
Deze soort komt voor van het zuiden van de Verenigde Staten tot het noorden van Argentinië en telt zeven ondersoorten:
- M. t. magister: de zuidwestelijk Verenigde Staten en westelijk Mexico.
- M. t. cooperi: van de zuidelijk-centrale Verenigde Staten en van oostelijk Mexico tot Honduras.
- M. t. cozumelae: Cozumel.
- M. t. insularum: de eilanden nabij Honduras.
- M. t. brachyurus: van El Salvador tot noordwestelijk Costa Rica.
- M. t. tyrannulus: van Colombia en zuidelijk Ecuador via de Guyana's tot de monding van de Amazone; oostelijk Peru, Bolivia, zuidelijk Brazilië, Paraguay en noordelijk Argentinië.
- M. t. bahiae: van noordoostelijk Brazilië bezuiden de Amazone tot noordoostelijk Argentinië.